# Three O'Clock High
Three O'Clock High es una película estadounidense de 1987 dirigida por Phil Joanou y protagonizada por Casey Siemaszko, Anne Ryan, Richard Tyson, Jeffrey Tambor, Philip Baker Hall y John P. Ryan. 
En Rotten Tomatoes cuenta con un rating de 67% basado en 12 reseñas. Roger Ebert le dio una de cuatro estrellas posibles, afirmando que el guion era "estúpido" y que el interesante personaje de Buddy Revell había sido desperdiciado.

## Sinopsis
El estudiante de secundaria Jerry Mitchell (Casey Siemaszko) y su hermana menor Brei (Stacey Glick) tienen la casa para ellos, ya que sus padres están de vacaciones. El día de Jerry comienza mal cuando despierta tarde y empeora cuando casi destroza su automóvil mientras conduce a su hermana y su amiga de la escuela Franny (Anne Ryan) a Weaver High School, donde los estudiantes hablan sobre Buddy Revell (Richard Tyson), un delincuente violento que ha venido de otra escuela, y con quien Jerry tendrá un fuerte enfrentamiento.

## Reparto
| Actor             | Personaje        |
| ----------------- | ---------------- |
| Casey Siemaszko   | Jerry Mitchell   |
| Richard Tyson     | Buddy Revell     |
| Anne Ryan         | Franny Perrins   |
| Stacey Glick      | Brei Mitchell    |
| Jonathan Wise     | Vincent Costello |
| Jeffrey Tambor    | Sr. Rice         |
| Philip Baker Hall | Det. Mulvahill   |
| John P. Ryan      | Sr. O'Rourke     |
| Theron Read       | Mark Bojeekus    |
| Liza Morrow       | Karen Clark      |
| Guy Massey        | Scott Cranston   |
| Mike Jolly        | Craig Mattey     |
| Charles Macaulay  | Voytek Dolinski  |
| Caitlin O'Heaney  | Sra. Farmer      |
| Alice Nunn        | Enfermera Palmer |
| Paul Feig         | Monitor          |
| Mitch Pileggi     | Duke             |
| Yeardley Smith    | Porrista         |
| Brian White       | Bystander        |